# Justus Ehrenreich Sello
Justus Ehrenreich Sello (* getauft am 14. September 1758 in Berlin; † 8. März 1818 ebenda) war ein Königlicher Planteur im Berliner Tiergarten.

## Leben und Wirken

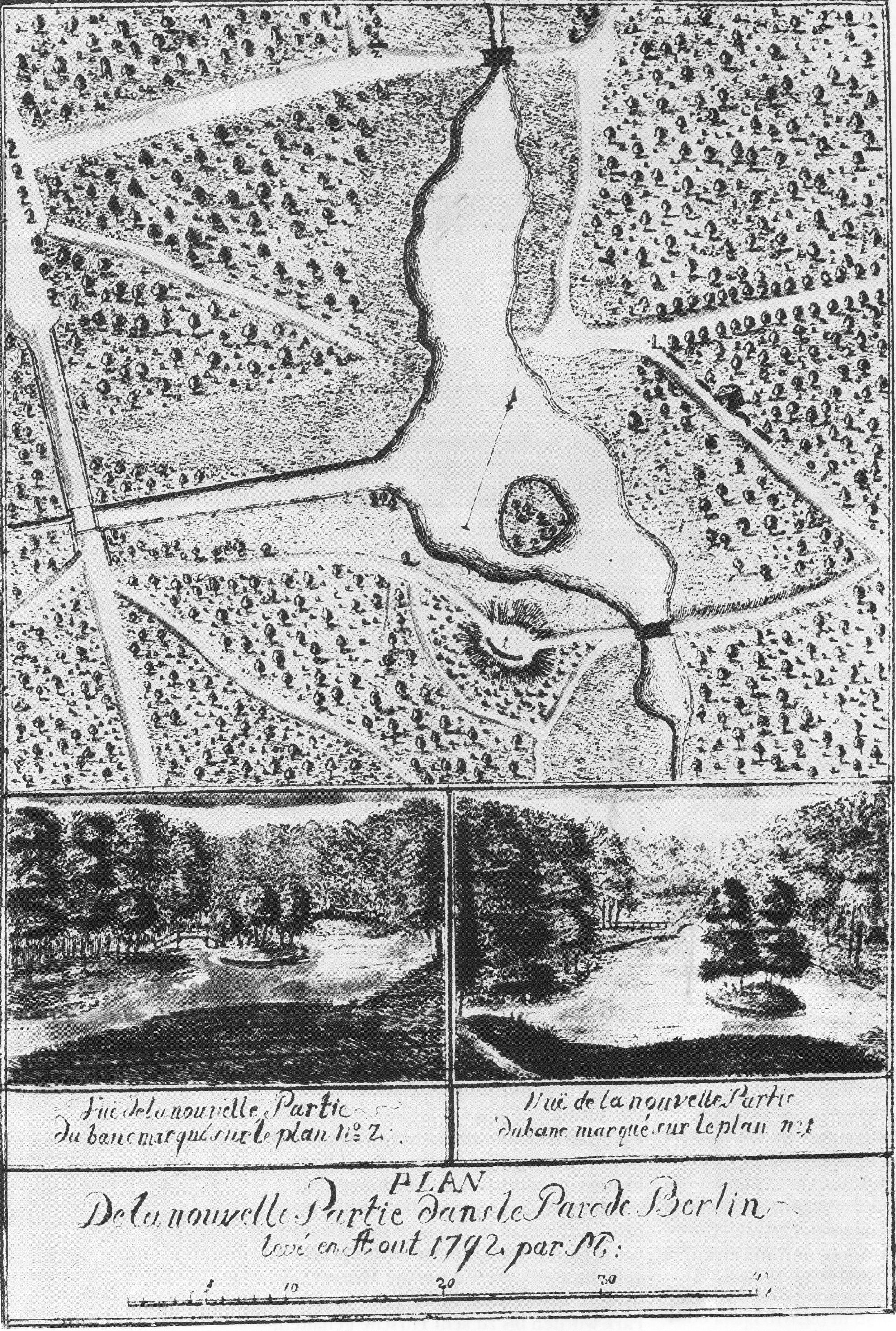
Plan der „Neuen Partie“ von 1792

Justus Ehrenreich Sello stammte aus der ersten Ehe des Königlichen Planteurs im Berliner Tiergarten Ehrenreich Wilhelm Sello mit Anna Magdalena, geborene Seiler († 1766). 
Wie sein älterer Bruder Wilhelm erlernte er den Gärtnerberuf und übernahm nach dem Tod des Vaters 1795 in dritter Generation die Stelle des Planteurs im Tiergarten. Bereits sein Großvater Johann Justus Sello war dort tätig gewesen und hatte das Areal mit Georg Wenzeslaus von Knobelsdorff zu einem barocken Lustpark gestaltet. Justus Ehrenreich Sello formte nun einen Teil des Tiergartens zu einem sentimentalen Landschaftsgarten um und schuf unter anderem ab 1792 die wasserreiche „Neue Partie“ mit der Rousseau-Insel. 
Nach seinem Tod wurde die Planteurstelle im Tiergarten eingespart und die Aufgaben am 27. April 1819 dem aus der Gärtnerdynastie Fintelmann stammenden Oberförster Karl Friedrich Simon Fintelmann (1775–1837) übertragen.